# Verrucaria cetera
Verrucaria cetera är en lavart som beskrevs av Breuss. Verrucaria cetera ingår i släktet Verrucaria och familjen Verrucariaceae.   Inga underarter finns listade i Catalogue of Life.